# Automeris intermedius
Automeris intermedius é uma espécie de mariposa do gênero Automeris, da família Saturniidae.
Tem por sinônimo Agliopsis intermedius (Bouvier, 1929).
Foi localizada no Brasil, no estado de São Paulo, em Ribeirão Grande; a partir desta foi revisado o status da espécie, tida como sinônimo da A. nubila (Walker, 1855).